# Ramon Bou Espinosa

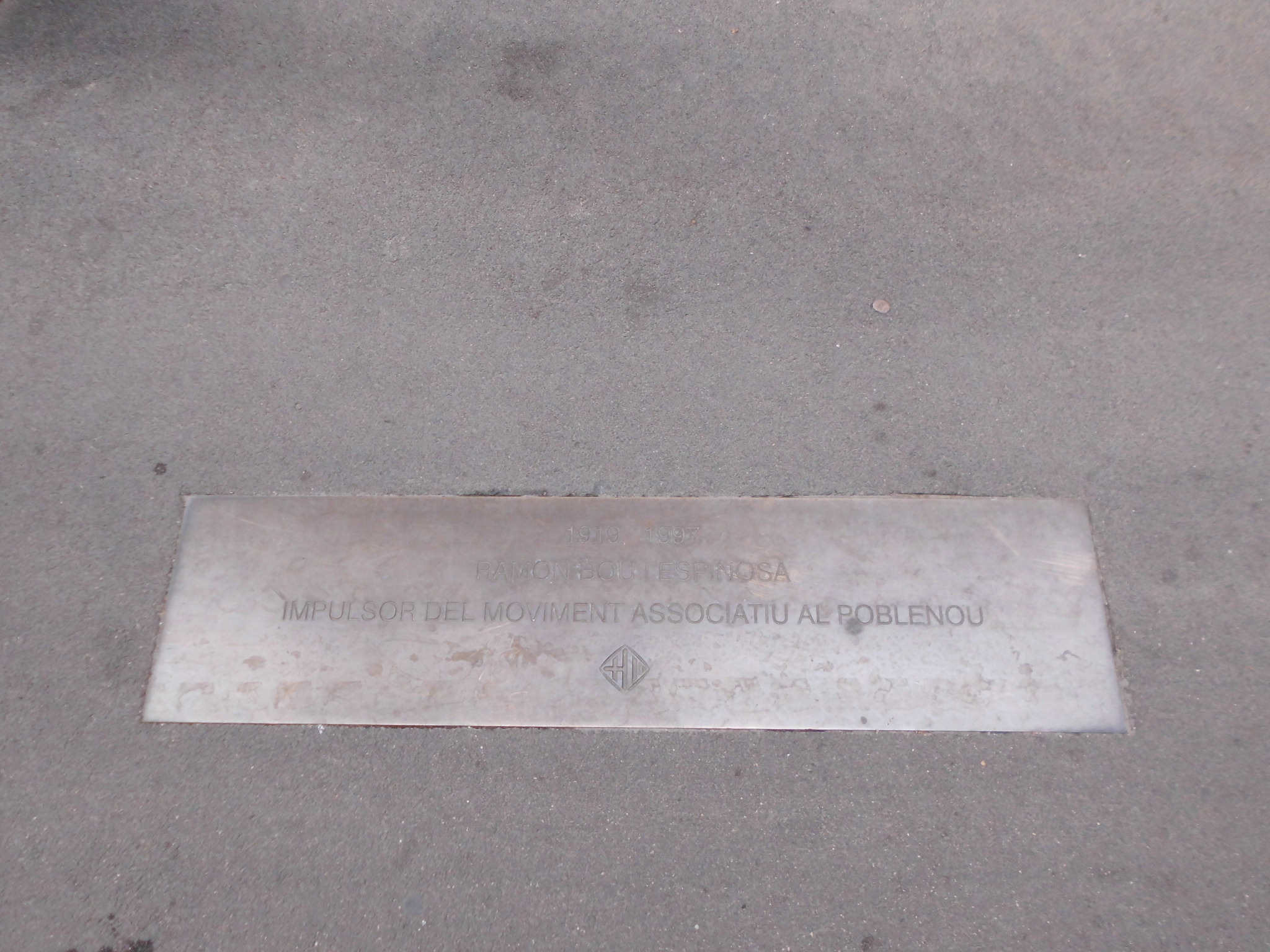
Placa a Ramon Bou, a la Rambla del Poblenou.

Ramon Bou Espinosa (Barcelona, 1919 - 1997) fou impulsor del moviment associatiu, especialment al Casino de l'Aliança del Poblenou, i historiador local del barri del Poblenou de Barcelona. Dirigí l'obra col·lectiva Un tomb per l'Aliança del Poblenou (1994) i va publicar articles diversos en diferents publicacions del barri. El 27 d'abril de 1999 van ser inaugurades deu plaques commemoratives a la Rambla del Poblenou, una de les quals li és dedicada.